# Haplophthalmus abbreviatus
Haplophthalmus abbreviatus é uma espécie de crustáceo da família Trichoniscidae.
É endémica da Eslovénia.